# 올림피아슈타디온 베를린
올림피아슈타디온 베를린(독일어: Olympiastadion Berlin)은 독일의 수도인 베를린에 위치한 스포츠 경기장이다. 이 곳에는 두 개의 경기장이 있었는데 첫 번째는 1916년 하계 올림픽 개최를 대비하여 만들었던 경기장이었고 두 번째는 현재의 경기장이다. 두 경기장 모두 같은 가족에 의해 만들어졌는데 첫 번째는 오토 마르히(Otto March)가 만들었고 두 번째는 아들인 베르너 마르히(Werner March)가 만들었다.
현재의 올림픽 경기장은 1936년 하계 올림픽을 위해 만들어졌다. 제2차 세계 대전 기간 동안에 경기장은 약간의 피해를 입었다. 전쟁이 끝난 후에는 영국군이 경기장의 일부 지역을 1994년까지 본부로 사용하였다.
올림픽 경기장은 올림픽 이외에도 축구에도 오래된 전통이 있다. 전통적으로 올림픽 경기장은 헤르타 BSC 베를린의 홈구장으로 사용되어 왔다. 또한 1974년 FIFA 월드컵의 조별리그 3경기가 열렸다. 2006년 FIFA 월드컵 때에는 조별리그 4경기와 8강전, 결승전까지 총 6경기가 열렸다. 또한 매년 DFB-포칼 결승전이 이 곳에서 열린다. 2014-15 시즌에는 UEFA 챔피언스리그 결승전이 열렸다.

## 축구

### 1974년 FIFA 월드컵
| 일자            | 라운드 | 팀 1 | 결과  | 팀 2           |
| --------------- | ------ | ---- | ----- | -------------- |
| 1974년 6월 14일 | A조    | 서독 | 1 - 0 | 칠레           |
| 1974년 6월 18일 | A조    | 동독 | 1 - 1 | 칠레           |
| 1974년 6월 22일 | A조    | 칠레 | 0 - 0 | 오스트레일리아 |

### 2006년 FIFA 월드컵
| 일자            | 라운드 | 팀 1       | 결과              | 팀 2       |
| --------------- | ------ | ---------- | ----------------- | ---------- |
| 2006년 6월 13일 | F조    | 브라질     | 1 – 0             | 크로아티아 |
| 2006년 6월 15일 | B조    | 스웨덴     | 1 – 0             | 파라과이   |
| 2006년 6월 20일 | A조    | 독일       | 3 – 0             | 에콰도르   |
| 2006년 6월 23일 | H조    | 우크라이나 | 1 – 0             | 튀니지     |
| 2006년 6월 30일 | 8강전  | 독일       | 1 – 1 (4 – 2 PEN) | 아르헨티나 |
| 2006년 7월 9일  | 결승전 | 이탈리아   | 1 – 1 (5 – 3 PEN) | 프랑스     |

### 기타 경기
| 날짜           | 팀 1       | 스코어 | 팀 2     | 비고                             |
| -------------- | ---------- | ------ | -------- | -------------------------------- |
| 2015년 6월 6일 | 바르셀로나 | 3 - 1  | 유벤투스 | UEFA 챔피언스리그 2014-15 결승전 |

## 교통편
베를린 S반 올림피아슈타디온역과 베를린 U반 올림피아슈타디온역이 각각 경기장의 남쪽과 동쪽에 설치되어 있다.

## 같이 보기
- 베를린